# Maruny
Maruny [maˈrunɨ] (tiếng Đức: Groß Maraunen) là một ngôi làng thuộc khu hành chính của Gmina Barczewo, thuộc huyện Olsztyński, Warmińsko-Mazurskie, ở miền bắc Ba Lan. Nó nằm khoảng 3 kilômét (2 mi)  phía tây bắc Barczewo và 13 km (8 mi) về phía đông bắc của thủ đô khu vực Olsztyn.